# تشينوني تشوكو
تشينوني تشوكو (مواليد 1985 ) هي مخرجة نيجيرية أمريكية عرفت لإخراجها فيلم رأفة وتل.

## وصلات خارجية
- تشينوني تشوكو على موقع IMDb (الإنجليزية)
- تشينوني تشوكو على موقع ميتاكريتيك (الإنجليزية)
- تشينوني تشوكو على موقع روتن توميتوز (الإنجليزية)
- تشينوني تشوكو على موقع ألو سيني (الفرنسية)
- تشينوني تشوكو على موقع أول موفي (الإنجليزية)
- تشينوني تشوكو على موقع قاعدة بيانات الفيلم (الإنجليزية)